# Filips van Orléans (1640-1701)

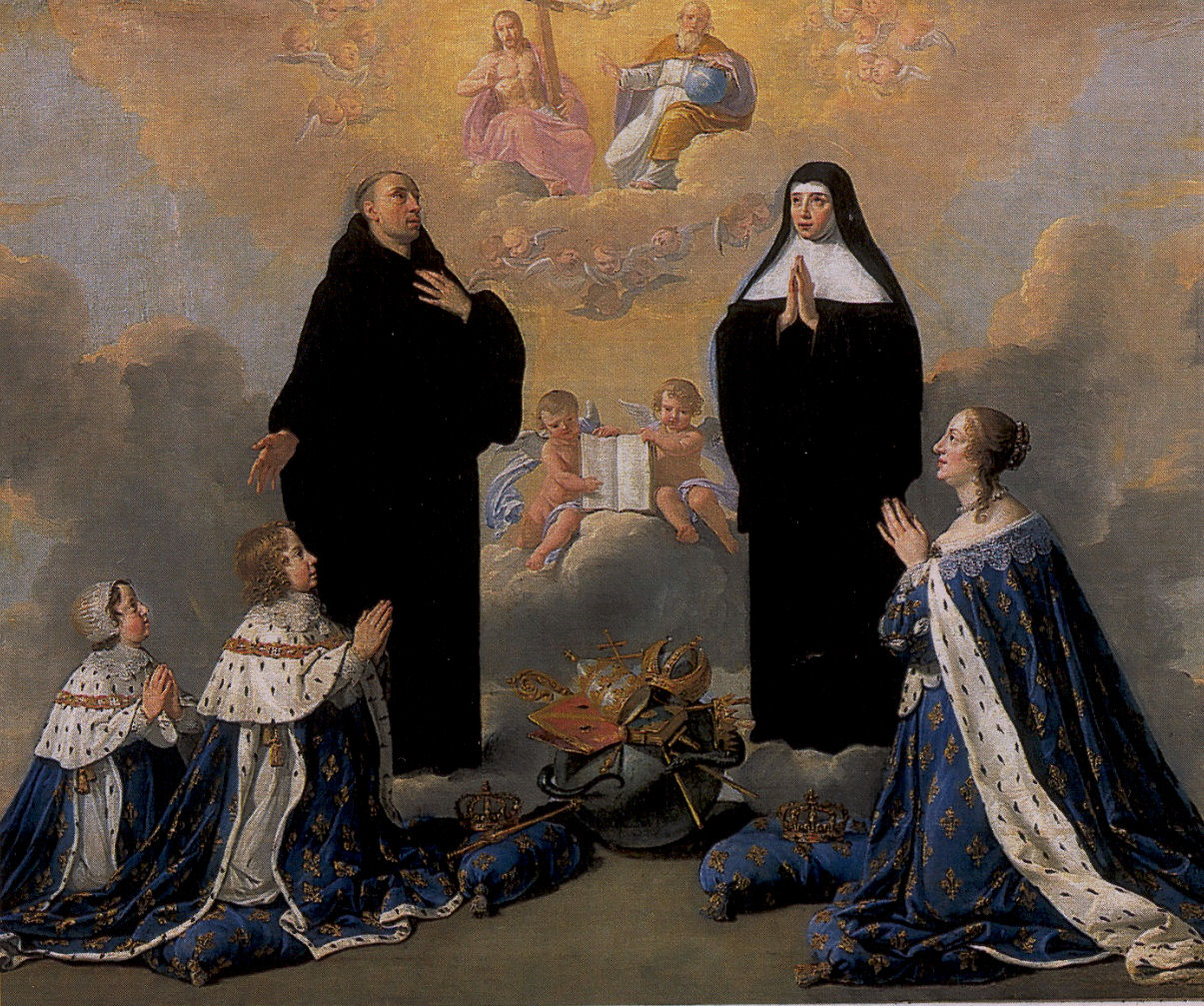
De kleine Filips (let op het kanten meisjesmutsje) samen met zijn oudere broer en zijn moeder.

Filips van Frankrijk, hertog van Orléans (Saint-Germain-en-Laye, 21 september 1640 — Saint-Cloud, 8 juni 1701) was de tweede zoon van Lodewijk XIII van Frankrijk en Anna van Oostenrijk. Hij was hertog van Orléans en droeg officieel de titel "Monsieur".
Als tweede zoon van de koning was Filips niet alleen een mogelijk troonopvolger; hij was ook een mogelijke bron van gevaar, en verzamelpunt voor allen die complotteerden tegen het gecentraliseerde gezag. Om te voorkomen dat Filips het voorbeeld zou volgen van zijn oom, de vorige "Monsieur", Gaston van Orléans, die voortdurend de kant van de opstandelingen tegen zijn broer koos, wat het land in lange burgeroorlogen stortte die verschrikkelijke hongersnood teweegbracht, werd de tweede Monsieur van jongs af aan als meisje opgevoed, voorbestemd tot een futiel en verwijfd leventje, ook al bezat hij vele aangeboren talenten. Zijn koninklijke broer had van zijn moeder en stiefvader, kardinaal Mazarin, dit wantrouwen met de paplepel ingekregen; hij hield zijn broer angstvallig weg van alle staatszaken. Van Lodewijk XIV wordt gezegd dat hij eens afscheid nam van zijn broer met de woorden "Jij mag je nu gaan amuseren, broertje, wij gaan nu aan het werk".
Filips toonde zich in de strijd een opvallend dapper en bekwaam legeraanvoerder; de klinkende overwinning die hij als generaal bij de Slag bij Kassel (1677) dankzij zijn strategisch vernuft behaalde was echter, verre van het respect van zijn broer te winnen, een definitieve reden voor de wantrouwige koning om hem nooit meer als bevelhebber aan te stellen of enige militaire of andere belangrijke opdracht toe te vertrouwen. Meer dan het inrichten van etiquette-regels en het inrichten van zijn paleizen werd hem niet meer vergund. Het hertogdom Orléans werd, na het overlijden zonder een mannelijke erfgenaam van de eerste "Monsieur" de broer van Lodewijk XIII, verleend aan Filips. Het hertogdom omvatte grote gebieden in het Loiregebied en domeinen, waaronder de Baronie Coucy in Noord-Frankrijk.
De hertog van Orléans resideerde meestal in het Kasteel van Saint-Cloud en liet het domein uitbreiden tot 600 hectare. In Versailles bewoonden de hertog en hertogin een groot appartement in de zuidelijke vleugel van het kasteel. Filips liet ook zijn Kasteel van Blois gedeeltelijk in de gangbare barokke stijl herbouwen. Als liefhebber van de kunsten was Filips een groot mecenas; hij hield van opera en had een aanzienlijke collectie kunst.
Over het uiterlijk van Filips op 50 jaar schreef Louis de Rouvroy, hertog van Saint-Simon, het volgende:
... C'était un petit homme ventru, monté sur des échasses tant ses souliers était hauts, toujours paré comme une femme, plein de bagues, de bracelets et de pierreries partout, avec une longue perruque toute étalée devant, noire et poudrée, et des rubans partout où il pouvait mettre, plein de toutes sortes de parfums et en toutes choses la propreté même ...
vertaald luidt dit:
... Het was een kleine mollige man, op hakken zo hoog dat het wel stelten leken; altijd opgedirkt als een vrouw, volgehangen met ringen, armbanden, juwelen allerhande overal, met een lange zwarte gepoederde pruik netjes vooraan geschikt, linten overal waar je er maar kon bevestigen, in een wolk van allerlei parfums, en alles van de grootste reinheid...
Saint-Simon beschreef het leven aan het hof van Versailles en iedereen die hij daar ontmoette met bijtende spot. Zijn beschrijvingen zijn niet gespeend van venijnige overdrijvingen en getuigen van gebrek aan respect. Afgezien daarvan droeg iedereen aan dit hof (Saint-Simon incluis ...) hoge hakken, ringen, linten en andere versierselen, en een pruik, en maskeerden vooral de heren hun gebrek aan persoonlijke hygiëne door het gebruik van sterke parfums. Prins Filips gedroeg zich ook daarin als een vrouw. Filips werd ondanks zijn homoseksualiteit tweemaal uitgehuwelijkt. Zijn eerste vrouw was zijn nicht Henriëtta Anne van Engeland. Ze trouwden in 1661. Als hertogin van Orléans of "Madame" kende Henriëtta een stormachtig huwelijk met Filips; ze bedroog haar echtgenoot openlijk met de koning, en liet zich in met politieke aangelegenheden, waarbij ze als ambassadrice naar het Engelse hof reisde, naar haar oudere broer koning Karel II Stuart. Ze stierf in 1670 een plotse dood onder onduidelijke omstandigheden, zodat aan vergiftiging werd gedacht. Later is dit vermoeden ontkend en houdt men het op een acute buikvliesontsteking ten gevolge van een blindedarmontsteking. De gebrekkige medische kennis van die tijd belette echter de geruchten definitief te ontkrachten. De relatie van Filips met zijn echtgenote, die in het begin van hun huwelijk uitstekend was geweest, was rond de tijd van haar dood totaal verkild door haar verraad. Filips had verschillende minnaars, maar zijn grootste hartstocht ging uit naar ridder Filips van Lotharingen. Omdat deze jongeman hierdoor grote jaloezie opwekte, werd hem door velen de "moord" op Henriëtte in de schoenen geschoven. Daarvan is echter geen enkel bewijs. Henriëtte kreeg na haar dood de bijnaam 'de eerste Madame'.
Een in 1666 gestorven zoon en twee dochters, Marie Louise en Anne Marie, kwamen voort uit het eerste huwelijk.

Filips van Lotharingen - De Ridder van Lotharingen, voorgesteld als Ganymedes, geschilderd door Baldassare Franceschini.

Een jaar later trouwde Filips met Elisabeth Charlotte van de Palts, in Frankrijk la Palatine genoemd, of ook Liselotte. De ruige en ongecompliceerde Duitse paste niet erg bij de verfijnde monsieur; maar ze konden het verwonderlijk goed met elkaar vinden. Deze "tweede Madame" was ook een liefhebbende stiefmoeder voor de kinderen van Henriëtte. Zij heeft in haar omvangrijke correspondentie een realistisch en plastische beschrijving gegeven van haar leven als hertogin van Orléans, en dankzij haar hebben we een tamelijk nauwkeurig beeld van het hof in Versailles gedurende de laatste helft van het leven van Lodewijk XIV. Het tweede huwelijk bracht een jonggestorven zoon (Alexander) voort, een zoon en erfgenaam (de latere regent Filips) en twee dochters. Eén dochter, Elisabeth Charlotte, was de moeder van keizer Frans I Stefan. Filips was daardoor de overgrootvader van koningin Marie Antoinette. Filips is trouwens een voorvader van alle katholieke nog regerende vorsten, en de stamvader van de huidige Franse "koninklijke" familie.
Filips stierf op 9 juni 1701, de dag na een dramatische ruzie met zijn broer over Filips' zoon, waarvan Lodewijk XIV het lichtzinnige gedrag afkeurde, juist hij voor wie vroeger geen enkele vrouw veilig was. Filips verdedigde zijn zoon zo vurig en verweet zijn koninklijke broer zo fel zijn hypocriete houding, dat hij daarmee bewees de enige in Frankrijk te zijn, die nooit had gebeefd voor de Zonnekoning. Maar de inspanning had hem zo uitgeput dat hij dezelfde avond getroffen werd door een beroerte en de dag daarop stierf. Vermits Filips voor een bedrag van 7,5 miljoen livres schulden naliet, moest zijn zoon de juwelen van zijn vader verkopen.

## Kinderen
Filips kreeg in totaal zes kinderen bij twee verschillende vrouwen. Bij zijn eerste vrouw, zijn nicht Henriëtta Anne, dochter van koning Karel I van Engeland had hij drie kinderen:
1. Marie Louise (27 maart 1662 – 12 februari 1689), vrouw van koning Karel II van Spanje. Zij stierf kinderloos.
2. Filips Karel (16 juli 1664 – 8 december 1666), hertog van Valois.
3. Anne Marie (27 augustus 1669 – 26 augustus 1728), vrouw van koning Victor Amadeus II van Sardinië en werd moeder van zes kinderen.

Monsieur kreeg bij zijn tweede vrouw, Elisabeth van de Palts drie kinderen:
1. Alexander Lodewijk (1673-1676), hertog van Valois.
2. Filips (2 augustus 1674 – 2 december 1723), werd regent van Frankrijk tijdens de minderjarigheid van koning Lodewijk XV. Hij was een voorvader van koning Lodewijk Filips. Hij trouwde met Françoise Marie van Bourbon.
3. Elisabeth Charlotte (13 september 1676 – 23 december 1744), vrouw van hertog Leopold van Lotharingen, werd moeder van keizer Frans I Stefan.

## Kwartierstaat (voorouders)
| Anton van Bourbon (1518-1562) | Anton van Bourbon (1518-1562) | Anton van Bourbon (1518-1562) | Anton van Bourbon (1518-1562) | Anton van Bourbon (1518-1562)        | Anton van Bourbon (1518-1562)        | Johanna van Albret (1528-1572)       | Johanna van Albret (1528-1572)       | Johanna van Albret (1528-1572)       | Johanna van Albret (1528-1572)       | Johanna van Albret (1528-1572)          | Johanna van Albret (1528-1572)          |                                         |                                         | Francesco I de' Medici (1541-1587)      | Francesco I de' Medici (1541-1587)      | Francesco I de' Medici (1541-1587) | Francesco I de' Medici (1541-1587) | Francesco I de' Medici (1541-1587)     | Francesco I de' Medici (1541-1587)     | Johanna van Oostenrijk (1547-1578)     | Johanna van Oostenrijk (1547-1578)     | Johanna van Oostenrijk (1547-1578)     | Johanna van Oostenrijk (1547-1578)     | Johanna van Oostenrijk (1547-1578) | Johanna van Oostenrijk (1547-1578) |  |  | Filips II van Spanje (1527–1598) | Filips II van Spanje (1527–1598) | Filips II van Spanje (1527–1598) | Filips II van Spanje (1527–1598) | Filips II van Spanje (1527–1598)  | Filips II van Spanje (1527–1598)  | Anna van Oostenrijk (1549-1580)   | Anna van Oostenrijk (1549-1580)   | Anna van Oostenrijk (1549-1580)   | Anna van Oostenrijk (1549-1580)   | Anna van Oostenrijk (1549-1580) | Anna van Oostenrijk (1549-1580) |                                 |                                 | Karel II van Oostenrijk (1540-1590) | Karel II van Oostenrijk (1540-1590) | Karel II van Oostenrijk (1540-1590)   | Karel II van Oostenrijk (1540-1590)   | Karel II van Oostenrijk (1540-1590)   | Karel II van Oostenrijk (1540-1590)   | Maria Anna van Beieren (1551-1608)    | Maria Anna van Beieren (1551-1608)    | Maria Anna van Beieren (1551-1608) | Maria Anna van Beieren (1551-1608) | Maria Anna van Beieren (1551-1608) | Maria Anna van Beieren (1551-1608) |  |  |  |  |  |  |  |  |  |  |  |  |  |  |  |  |  |  |  |  |  |  |  |  |  |  |  |  |  |  |  |  |  |  |  |  |  |  |  |  |  |  |  |  |  |  |  |  |
| Anton van Bourbon (1518-1562) | Anton van Bourbon (1518-1562) | Anton van Bourbon (1518-1562) | Anton van Bourbon (1518-1562) | Anton van Bourbon (1518-1562)        | Anton van Bourbon (1518-1562)        | Johanna van Albret (1528-1572)       | Johanna van Albret (1528-1572)       | Johanna van Albret (1528-1572)       | Johanna van Albret (1528-1572)       | Johanna van Albret (1528-1572)          | Johanna van Albret (1528-1572)          |                                         |                                         | Francesco I de' Medici (1541-1587)      | Francesco I de' Medici (1541-1587)      | Francesco I de' Medici (1541-1587) | Francesco I de' Medici (1541-1587) | Francesco I de' Medici (1541-1587)     | Francesco I de' Medici (1541-1587)     | Johanna van Oostenrijk (1547-1578)     | Johanna van Oostenrijk (1547-1578)     | Johanna van Oostenrijk (1547-1578)     | Johanna van Oostenrijk (1547-1578)     | Johanna van Oostenrijk (1547-1578) | Johanna van Oostenrijk (1547-1578) |  |  | Filips II van Spanje (1527–1598) | Filips II van Spanje (1527–1598) | Filips II van Spanje (1527–1598) | Filips II van Spanje (1527–1598) | Filips II van Spanje (1527–1598)  | Filips II van Spanje (1527–1598)  | Anna van Oostenrijk (1549-1580)   | Anna van Oostenrijk (1549-1580)   | Anna van Oostenrijk (1549-1580)   | Anna van Oostenrijk (1549-1580)   | Anna van Oostenrijk (1549-1580) | Anna van Oostenrijk (1549-1580) |                                 |                                 | Karel II van Oostenrijk (1540-1590) | Karel II van Oostenrijk (1540-1590) | Karel II van Oostenrijk (1540-1590)   | Karel II van Oostenrijk (1540-1590)   | Karel II van Oostenrijk (1540-1590)   | Karel II van Oostenrijk (1540-1590)   | Maria Anna van Beieren (1551-1608)    | Maria Anna van Beieren (1551-1608)    | Maria Anna van Beieren (1551-1608) | Maria Anna van Beieren (1551-1608) | Maria Anna van Beieren (1551-1608) | Maria Anna van Beieren (1551-1608) |  |  |  |  |  |  |  |  |  |  |  |  |  |  |  |  |  |  |  |  |  |  |  |  |  |  |  |  |  |  |  |  |  |  |  |  |  |  |  |  |  |  |  |  |  |  |  |  |
|                               |                               |                               |                               |                                      |                                      |                                      |                                      |                                      |                                      |                                         |                                         |                                         |                                         |                                         |                                         |                                    |                                    |                                        |                                        |                                        |                                        |                                        |                                        |                                    |                                    |  |  |                                  |                                  |                                  |                                  |                                   |                                   |                                   |                                   |                                   |                                   |                                 |                                 |                                 |                                 |                                     |                                     |                                       |                                       |                                       |                                       |                                       |                                       |                                    |                                    |                                    |                                    |  |  |  |  |  |  |  |  |  |  |  |  |  |  |  |  |  |  |  |  |  |  |  |  |  |  |  |  |  |  |  |  |  |  |  |  |  |  |  |  |  |  |  |  |  |  |  |  |
|                               |                               |                               |                               | Hendrik IV van Frankrijk (1553-1610) | Hendrik IV van Frankrijk (1553-1610) | Hendrik IV van Frankrijk (1553-1610) | Hendrik IV van Frankrijk (1553-1610) | Hendrik IV van Frankrijk (1553-1610) | Hendrik IV van Frankrijk (1553-1610) |                                         |                                         |                                         |                                         |                                         |                                         | Maria de' Medici (1575-1642)       | Maria de' Medici (1575-1642)       | Maria de' Medici (1575-1642)           | Maria de' Medici (1575-1642)           | Maria de' Medici (1575-1642)           | Maria de' Medici (1575-1642)           |                                        |                                        |                                    |                                    |  |  |                                  |                                  |                                  |                                  | Filips III van Spanje (1578-1621) | Filips III van Spanje (1578-1621) | Filips III van Spanje (1578-1621) | Filips III van Spanje (1578-1621) | Filips III van Spanje (1578-1621) | Filips III van Spanje (1578-1621) |                                 |                                 |                                 |                                 |                                     |                                     | Margaretha van Oostenrijk (1584-1611) | Margaretha van Oostenrijk (1584-1611) | Margaretha van Oostenrijk (1584-1611) | Margaretha van Oostenrijk (1584-1611) | Margaretha van Oostenrijk (1584-1611) | Margaretha van Oostenrijk (1584-1611) |                                    |                                    |                                    |                                    |  |  |  |  |  |  |  |  |  |  |  |  |  |  |  |  |  |  |  |  |  |  |  |  |  |  |  |  |  |  |  |  |  |  |  |  |  |  |  |  |  |  |  |  |  |  |  |  |
|                               |                               |                               |                               | Hendrik IV van Frankrijk (1553-1610) | Hendrik IV van Frankrijk (1553-1610) | Hendrik IV van Frankrijk (1553-1610) | Hendrik IV van Frankrijk (1553-1610) | Hendrik IV van Frankrijk (1553-1610) | Hendrik IV van Frankrijk (1553-1610) |                                         |                                         |                                         |                                         |                                         |                                         | Maria de' Medici (1575-1642)       | Maria de' Medici (1575-1642)       | Maria de' Medici (1575-1642)           | Maria de' Medici (1575-1642)           | Maria de' Medici (1575-1642)           | Maria de' Medici (1575-1642)           |                                        |                                        |                                    |                                    |  |  |                                  |                                  |                                  |                                  | Filips III van Spanje (1578-1621) | Filips III van Spanje (1578-1621) | Filips III van Spanje (1578-1621) | Filips III van Spanje (1578-1621) | Filips III van Spanje (1578-1621) | Filips III van Spanje (1578-1621) |                                 |                                 |                                 |                                 |                                     |                                     | Margaretha van Oostenrijk (1584-1611) | Margaretha van Oostenrijk (1584-1611) | Margaretha van Oostenrijk (1584-1611) | Margaretha van Oostenrijk (1584-1611) | Margaretha van Oostenrijk (1584-1611) | Margaretha van Oostenrijk (1584-1611) |                                    |                                    |                                    |                                    |  |  |  |  |  |  |  |  |  |  |  |  |  |  |  |  |  |  |  |  |  |  |  |  |  |  |  |  |  |  |  |  |  |  |  |  |  |  |  |  |  |  |  |  |  |  |  |  |
|                               |                               |                               |                               |                                      |                                      |                                      |                                      |                                      |                                      | Lodewijk XIII van Frankrijk (1601-1643) | Lodewijk XIII van Frankrijk (1601-1643) | Lodewijk XIII van Frankrijk (1601-1643) | Lodewijk XIII van Frankrijk (1601-1643) | Lodewijk XIII van Frankrijk (1601-1643) | Lodewijk XIII van Frankrijk (1601-1643) |                                    |                                    |                                        |                                        |                                        |                                        |                                        |                                        |                                    |                                    |  |  |                                  |                                  |                                  |                                  |                                   |                                   |                                   |                                   |                                   |                                   | Anna van Oostenrijk (1601-1666) | Anna van Oostenrijk (1601-1666) | Anna van Oostenrijk (1601-1666) | Anna van Oostenrijk (1601-1666) | Anna van Oostenrijk (1601-1666)     | Anna van Oostenrijk (1601-1666)     |                                       |                                       |                                       |                                       |                                       |                                       |                                    |                                    |                                    |                                    |  |  |  |  |  |  |  |  |  |  |  |  |  |  |  |  |  |  |  |  |  |  |  |  |  |  |  |  |  |  |  |  |  |  |  |  |  |  |  |  |  |  |  |  |  |  |  |  |
|                               |                               |                               |                               |                                      |                                      |                                      |                                      |                                      |                                      | Lodewijk XIII van Frankrijk (1601-1643) | Lodewijk XIII van Frankrijk (1601-1643) | Lodewijk XIII van Frankrijk (1601-1643) | Lodewijk XIII van Frankrijk (1601-1643) | Lodewijk XIII van Frankrijk (1601-1643) | Lodewijk XIII van Frankrijk (1601-1643) |                                    |                                    |                                        |                                        |                                        |                                        |                                        |                                        |                                    |                                    |  |  |                                  |                                  |                                  |                                  |                                   |                                   |                                   |                                   |                                   |                                   | Anna van Oostenrijk (1601-1666) | Anna van Oostenrijk (1601-1666) | Anna van Oostenrijk (1601-1666) | Anna van Oostenrijk (1601-1666) | Anna van Oostenrijk (1601-1666)     | Anna van Oostenrijk (1601-1666)     |                                       |                                       |                                       |                                       |                                       |                                       |                                    |                                    |                                    |                                    |  |  |  |  |  |  |  |  |  |  |  |  |  |  |  |  |  |  |  |  |  |  |  |  |  |  |  |  |  |  |  |  |  |  |  |  |  |  |  |  |  |  |  |  |  |  |  |  |
|                               |                               |                               |                               |                                      |                                      |                                      |                                      |                                      |                                      |                                         |                                         |                                         |                                         |                                         |                                         |                                    |                                    |                                        |                                        |                                        |                                        |                                        |                                        |                                    |                                    |  |  |                                  |                                  |                                  |                                  |                                   |                                   |                                   |                                   |                                   |                                   |                                 |                                 |                                 |                                 |                                     |                                     |                                       |                                       |                                       |                                       |                                       |                                       |                                    |                                    |                                    |                                    |  |  |  |  |  |  |  |  |  |  |  |  |  |  |  |  |  |  |  |  |  |  |  |  |  |  |  |  |  |  |  |  |  |  |  |  |  |  |  |  |  |  |  |  |  |  |  |  |
|                               |                               |                               |                               |                                      |                                      |                                      |                                      |                                      |                                      |                                         |                                         |                                         |                                         |                                         |                                         |                                    |                                    |                                        |                                        |                                        |                                        |                                        |                                        |                                    |                                    |  |  |                                  |                                  |                                  |                                  |                                   |                                   |                                   |                                   |                                   |                                   |                                 |                                 |                                 |                                 |                                     |                                     |                                       |                                       |                                       |                                       |                                       |                                       |                                    |                                    |                                    |                                    |  |  |  |  |  |  |  |  |  |  |  |  |  |  |  |  |  |  |  |  |  |  |  |  |  |  |  |  |  |  |  |  |  |  |  |  |  |  |  |  |  |  |  |  |  |  |  |  |
|                               |                               |                               |                               |                                      |                                      |                                      |                                      |                                      |                                      |                                         |                                         |                                         |                                         |                                         |                                         |                                    |                                    | Lodewijk XIV van Frankrijk (1638-1715) | Lodewijk XIV van Frankrijk (1638-1715) | Lodewijk XIV van Frankrijk (1638-1715) | Lodewijk XIV van Frankrijk (1638-1715) | Lodewijk XIV van Frankrijk (1638-1715) | Lodewijk XIV van Frankrijk (1638-1715) |                                    |                                    |  |  |                                  |                                  | Filips van Orléans (1640-1701)   | Filips van Orléans (1640-1701)   | Filips van Orléans (1640-1701)    | Filips van Orléans (1640-1701)    | Filips van Orléans (1640-1701)    | Filips van Orléans (1640-1701)    |                                   |                                   |                                 |                                 |                                 |                                 |                                     |                                     |                                       |                                       |                                       |                                       |                                       |                                       |                                    |                                    |                                    |                                    |  |  |  |  |  |  |  |  |  |  |  |  |  |  |  |  |  |  |  |  |  |  |  |  |  |  |  |  |  |  |  |  |  |  |  |  |  |  |  |  |  |  |  |  |  |  |  |  |